# الاتفاقية الأوروبية بشأن إعادة القصر إلى أوطانهم
الاتفاقية الأوروبية بشأن إعادة القُصَّر إلى أوطانهم هي معاهدة مجلس أوروبا لعام 1970 التي تسمح للدولة بأن تطلب من الدول الأخرى إعادة القاصرين إلى ولايتها القضائية.

## المحتوى
يحق لأي دولة طرف في الاتفاقية أن تطلب من أي دولة طرف إعادة أي قاصر من الولاية الأولى «الدولة الطالبة» الموجود في الولاية الثانية «الدولة المطلوبة». يمكن طلب العودة إلى الوطن في ثلاث حالات:
- وجود القاصر في الحالة المطلوبة مخالف لإرادة الأوصياء القانونيين عليه.
- وجود القاصر في الحالة المطلوبة لا يتوافق مع إجراء الحماية أو إعادة التثقيف الذي اتخذته السلطات الحكومية في الدولة الطالبة فيما يتعلق بالقاصر.
- إن حضور القاصر ضروري في الدولة الطالبة لأن هناك إجراءات هناك بهدف اتخاذ تدابير الحماية وإعادة التأهيل فيما يتعلق بالقاصر.

إذا كان لدى الدولة المطلوبة تشريع خارج الاتفاقية يسمح بإعادة القاصرين إلى أوطانهم عند الطلب، تسمح الاتفاقية أيضًا بالعودة إلى الوطن في الحالات التي ترى فيها الدولة الطالبة أن وجود القاصر في الدولة المطلوبة يتعارض مع مصالح القاصر أو مصالح الدولة الطالبة.

## الخاتمة والتوقيعات والتصديقات
تم إبرام الاتفاقية في لاهاي بهولندا في 28 مايو 1970. وفتحت للتصديق أو الانضمام من قبل جميع الدول، بما في ذلك الدول التي ليست جزءًا من مجلس أوروبا. في تاريخ إبرام الاتفاقية تم التوقيع عليها من قبل النمسا وبلجيكا وفرنسا وألمانيا الغربية ولوكسمبورغ وهولندا. تم التوقيع عليها لاحقًا من قبل إيطاليا (1971) وتركيا (1974) واليونان (1980) ومالطا (2015).
لدخول الاتفاقية حيز التنفيذ، طلبت الاتفاقية من ثلاث دول التصديق عليها أو الانضمام إليها. في عام 1976 كانت تركيا أول دولة تصدق. صدقت إيطاليا على الاتفاقية في عام 1995 وصدقت مالطا في عام 2015. ونتيجة لذلك دخلت الاتفاقية حيز التنفيذ في 28 يوليو 2015.